# Bernard Weiner
Pour les articles homonymes, voir Weiner.
Bernard Weiner (né le 28 septembre 1935 à Chicago) est un psychologue américain, spécialiste de la psychologie sociale. Il est connu pour ses théories portant sur l'attribution causale.